# Saison 5 de FBI : Duo très spécial
Chronologie
Saison 4 Saison 6
Cet article présente les treize épisodes de la cinquième saison de la série télévisée américaine FBI : Duo très spécial (White Collar).

## Synopsis
Neal Caffrey est un prisonnier arrêté après trois années de recherche. Alors qu'il ne lui reste que trois mois à faire, afin que sa sentence de quatre ans soit complète, il s'échappe d'une prison fédérale dont le niveau de sécurité est maximal pour retrouver sa fiancée. Peter Burke, l'agent du FBI qui a capturé Caffrey, le retrouve. Cette fois, Caffrey donne à Burke des informations sur des preuves d'une autre affaire ; toutefois, cette information a un prix : Burke doit rencontrer Caffrey. Durant cette rencontre, Caffrey lui propose un marché : il aide Burke à capturer d'autres criminels comme travail d'intérêt général et sera relâché à la fin de celui-ci. Burke approuve, après quelques hésitations. Un jour après avoir été relâché, Caffrey vit déjà dans une des maisons les plus chères de Manhattan, après avoir convaincu une veuve âgée de le laisser habiter dans sa chambre d'amis. Après avoir réussi sa première mission, Caffrey a prouvé à Burke qu'il va effectivement l'aider et qu'il n'essayera plus de s'enfuir. Toutefois, au même moment, Caffrey recherche toujours sa fiancée, qu'il pense être en danger.

## Distribution

### Acteurs principaux
- Matthew Bomer (V. F. : Jérémy Bardeau) : Neal Caffrey, spécialiste de l'arnaque et faussaire très intelligent
- Tim DeKay (V. F. : Pierre Tessier) : agent spécial Peter Burke
- Tiffani-Amber Thiessen (V. F. : Virginie Méry) : Elizabeth Burke, femme de Peter
- Willie Garson (V. F. : Georges Caudron) : Mozzie, ami et indic de Neal
- Marsha Thomason (V. F. : Laura Zichy) : agent spécial Diana Barrigan
- Sharif Atkins (V. F. : Raphaël Cohen) : agent spécial Clinton Jones

### Acteurs récurrents
- Diahann Caroll (V. F. : Jocelyne Darche) : June
- Bridget Regan (V. F. : Anne Massoteau) : Rebecca Lowe / Rachel Turner
- Mark Sheppard (V. F. : Fabien Jacquelin) : Curtis Hagen

### Invités
- Warren Kole (VF : Sylvain Agaësse) : agent spécial David Siegel (épisodes 2 et 3)
- Annet Mahendru : Katya (épisode 6)
- Mike Dopud : Sergei (épisode 6)
- Kim Dickens : Jill (épisode 7)
- Željko Ivanek (VF : Hervé Bellon) : Brett Forsythe (épisode 8)
- Rebecca Hazlewood (en) : Dr Reva Khatri (épisode 8)
- Steven Pasquale : Conrad Worth (épisode 12)
- Mandy Gonzalez (VF : Sandra Parra) : Karen (épisode 12)

## Production

### Développement
Le 25 septembre 2012, la série a été renouvelée pour une cinquième saison de seize épisodes. Plus tard, elle est réduite à treize épisodes.

### Casting
En mai 2013, Warren Kole a obtenu un rôle récurrent lors de cette saison.
En juin 2013, Bridget Regan a obtenu un rôle récurrent. Le même mois, Annet Mahendru et Mike Dopud ont obtenu un rôle le temps d'un ou deux épisodes.
En août 2013, Mark Sheppard reprendra son rôle de Curtis Hagen lors de cette saison.
En septembre 2013, Željko Ivanek, Rebecca Hazlewood (en), Kim Dickens et Steven Pasquale ont obtenu un rôle le temps d'un ou deux épisodes.

## Liste des épisodes

### Épisode 1:Retour de flamme
- États-Unis : 17 octobre 2013 sur USA Network[10]
- France :
  - 8 mai 2014 sur Série Club[11],[12]
  - 16 août 2014 sur M6
- Québec : 26 août 2014 sur Séries+[13]

- États-Unis : 2,53 millions de téléspectateurs[14] (première diffusion)

- Mark Sheppard (Curtis Hagen)
- Molly Price (agent de police sur le toit)
- Jonathan Judge-Russo (Probie)
- James McCaffrey (Lt. Gannon)

### Épisode 2:Alias Mozzie
- États-Unis : 24 octobre 2013 sur USA Network
- France : 
  - 8 mai 2014 sur Série Club[11],[12]
  - 16 août 2014 sur M6
- Québec : 2 septembre 2014 sur Séries+

- États-Unis : 2,13 millions de téléspectateurs[15] (première diffusion)

- Warren Kole (David Siegel)

### Épisode 3:Le Codex de Mosconi
- États-Unis : 31 octobre 2013 sur USA Network
- France :
  - 8 mai 2014 sur Série Club[11],[12]
  - 16 août 2014 sur M6
- Québec : 9 septembre 2014 sur Séries+

- États-Unis : 2,38 millions de téléspectateurs[16] (première diffusion)

- Bridget Regan (Rebecca)

### Épisode 4:Esprits sous contrôle
- États-Unis : 7 novembre 2013 sur USA Network
- France :
  - 11 mai 2014 sur Série Club[11],[12]
  - 23 août 2014 sur M6
- Québec : 16 septembre 2014 sur Séries+

- États-Unis : 2,24 millions de téléspectateurs[17] (première diffusion)

- Elizabeth Marvel (Dr. Mara Summers)
- David Call (Nate Griffith)
- Maceo Oliver (Jacoby)

### Épisode 5:Dans la peau d'un autre
- États-Unis : 14 novembre 2013 sur USA Network
- France :
  - 11 mai 2014 sur Série Club[11],[12]
  - 23 août 2014 sur M6
- Québec : 23 septembre 2014 sur Séries+

- États-Unis : 2,21 millions de téléspectateurs[18] (première diffusion)

- Richard Thomas (William Wolcott)
- Zachary Booth (Patrick Wolcott)
- Kara Hayward (Bea Wolcott)
- T. Ryder Smith (Stanton)
- Patrick Woodall (Le vrai Patrick)

### Épisode 6:Duel de glace
- États-Unis : 21 novembre 2013 sur USA Network
- France :
  - 18 mai 2014 sur Série Club[11],[12]
  - 23 août 2014 sur M6
- Québec : 30 septembre 2014 sur Séries+

- États-Unis : 2,5 millions de téléspectateurs[19] (première diffusion)

- Bridget Regan (Rebecca)
- Annet Mahendru (Katya)
- Mike Dopud (Sergei)

### Épisode 7:Le Facteur ex
- États-Unis : 5 décembre 2013 sur USA Network
- France :
  - 18 mai 2014 sur Série Club[11],[12]
  - 30 août 2014 sur M6

- États-Unis : 2,12 millions de téléspectateurs[20] (première diffusion)

- Kim Dickens (Jill)
- Christian Campbell (Mason Sadowski)
- Justin Paul (Ralph)

### Épisode 8:Un dinosaure à New York
- États-Unis : 12 décembre 2013 sur USA Network
- France :
  - 22 mai 2014 sur Série Club[11],[12]
  - 30 août 2014 sur M6

- États-Unis : 2,09 millions de téléspectateurs[21] (première diffusion)

- Bridget Regan (Rebecca)
- Zeljko Ivanek (Brett Forsythe)
- Mark Sheppard (Curtis Hagen)
- Rebecca Hazlewood (Dr. Reva Khatri)

### Épisode 9:Le Secret du vitrail
- États-Unis : 19 décembre 2013 sur USA Network
- France :
  - 25 mai 2014 sur Série Club[11],[12]
  - 30 août 2014 sur M6

- États-Unis : 2,52 millions de téléspectateurs[22] (première diffusion)

- Micah Hauptman (Karl Dekker)
- Kevin Dotcom Brown (Repairman)
- Bill Sage (Andrew Dawson)

### Épisode 10:L'Inconnu duno3
- États-Unis : 9 janvier 2014 sur USA Network[23]
- France : 
  - 25 mai 2014 sur Série Club[11],[12]
  - 6 septembre 2014 sur M6

- États-Unis : 2,82 millions de téléspectateurs[24] (première diffusion)

- Bridget Regan (Rebecca)
- Mark Sheppard (Curtis Hagen)
- Asa Somers (Mr. Rawling)
- Boris McGiver (Chef Bruce Hawes)

### Épisode 11:Touché en plein cœur
- États-Unis : 16 janvier 2014 sur USA Network
- France :
  - 1er juin 2014 sur Série Club[11],[12]
  - 6 septembre 2014 sur M6

- États-Unis : 2,65 millions de téléspectateurs[25] (première diffusion)

- Bridget Regan (Rebecca / Rachel Turner)

### Épisode 12:La Bourse aux voleurs
- États-Unis : 23 janvier 2014 sur USA Network
- France :
  - 1er juin 2014 sur Série Club[11],[12]
  - 13 septembre 2014 sur M6

- États-Unis : 2,75 millions de téléspectateurs[26] (première diffusion)

- Steven Pasquale (Conrad Worth)
- Richard Shoberg (Ian Dybek)
- Mandy Gonzalez (Karen)
- Madison Riley (Genevieve)
- Catherine Chadwick (Iris Dybek)

### Épisode 13:À la poursuite du diamant bleu
- États-Unis : 30 janvier 2014 sur USA Network
- France :
  - 1er juin 2014 sur Série Club[11],[12]
  - 13 septembre 2014 sur M6

- États-Unis : 2,99 millions de téléspectateurs[27] (première diffusion)

- Alex Cranmer (Ranger Alan Hopper)
- K.K. Moggie (Mozzie's Doctor)
- Anitha Gandhi (Hanawalt Pharmaceuticals Scientist)
- Toby Leonard Moore (Cowboy Boots)